# Echinaster cylindricus
Echinaster cylindricus is een zeester uit de familie Echinasteridae.
De wetenschappelijke naam van de soort werd in 1892 gepubliceerd door Meissner.